# Pass It On (film 1913)
Pass It On è un cortometraggio muto del 1913 diretto da Frank Wilson.

## Produzione
Il film fu prodotto dalla Hepworth.

## Distribuzione
Distribuito dalla Hepworth, il film - un cortometraggio di 167 metri - uscì nelle sale cinematografiche britanniche nel gennaio 1913. Negli Stati Uniti, venne distribuito il 29 aprile 1914 dalla Hepworth-American.
Si conoscono pochi dati del film che, prodotto dalla Hepworth, fu distrutto nel 1924 dallo stesso produttore, Cecil M. Hepworth. Fallito, in gravissime difficoltà finanziarie, il produttore pensò in questo modo di poter almeno recuperare il nitrato d'argento della pellicola.